# Pronoia
Een pronoia was een stuk land in beheer in het Byzantijnse Rijk en in de omringende rijken. Het systeem van de pronoia werd in de 12e eeuw ingevoerd in het rijk om het falende systeem van de themata te vervangen.
Een thema was een bestuursgebied waar land werd gegeven aan vrije boeren in ruil voor legerdienst. Maar de kleine grondbezitters werden tot horigen van grootgrondbezitters gemaakt in ruil voor bescherming.  Door deze ontwikkeling kon het rijk niet meer rekenen op een leger van vrije soldatenboeren in de themata.
De pronoia werd in beheer gegeven aan een ridder in ruil voor militaire dienst en de verplichting een bepaald aantal soldaten uit te rusten. Dit aantal hing af van de opbrengst van de pronoia. Op het land werkten paroikoi die een collectieve belasting betaalden en herendiensten moesten leveren. De pronoia was aanvankelijk niet erfelijk en dus geen privébezit, maar in de loop van tijd werd het dit in de praktijk wel.
Bedoeld om het grootgrondbezit van de strategen in de themata tegen te gaan, creëerde het systeem van de pronoia's een nieuwe kaste van grootgrondbezitters, de magnaten. Toch vormden zij geen gesloten kaste zoals de westerse adel. Ook waren zij niet door een eed van trouw gebonden aan de keizer en genoot geen welomschreven rechten of privileges zoals de westerse adel.
Het systeem van de pronoia werd gekopieerd in de andere Griekse rijken en in het Tweede Bulgaarse Rijk.